# Agjakend (Kelbajar)
Agjakend est un village de la région de Kelbajar en Azerbaïdjan.

## Histoire
En 1993-2020, Agjakend était sous le contrôle des forces armées arméniennes. Le 25 novembre 2020, sur la base d'un accord trilatéral entre l'Azerbaïdjan, l'Arménie et la Russie en date du 10 novembre 2020, la région de Kelbajar, y compris le village d'Agjakend, a été restituée sous le contrôle de l'Azerbaïdjan.

## Économie
L'économie principale était l'élevage et l'agriculture.

## Sources
Talalar boulaghi, Tchinguil boulaghi, Chahhuseyn boulaghi, Chor boulag, Nardivan boulag, Galgal boulag, Novlu boulaghi, Sari boulag, Feyruzun boulaghi, Guzey boulaghi, Tazinin boulaghi, Bani boulag, Duzlu boulaghi, Mammadin boulaghi, Naziksu boulaghi, Zargulu boulaghi, etc.